# Розквіт (селище)
Розквіт — селище в Україні, у Широківській селишній громаді Щастинського району Луганської області. Населення становить 633 особи.

## Розташування
Село розташоване на північному сході району, за 45 км від Станиці Луганської. Найближча залізнична станція — Кіндрашівська Нова, за 45 км. Біля села знаходиться витік річки Тепла.

## Історія
Поблизу села виявлено палеолітичну стоянку, 8 курганних могильників із 28-ма курганами та 2 окремі кургани.
На нинішній території села стояла лише землянка та були конюшні. На цих полях пасли коней.
Радгосп «Розквіт» засновано восени 1929 року. Люди жили в наметах, землянках та конюшнях Першим головою радгоспу став І.В. Кухарєв. Займалися переважно розведенням коней та корів.
У роки німецько-радянської війни худобу та техніку транспортували в безпечніші місця, однак дорогою половину техніки розбили.
Увійшовши у село німці жодного не розстріляли, і пробули тут тиждень.
У 1943 році головою радгоспу став військовий Гейка, нагороджений орденом Червоної Зірки. Згодом його замінив Берзин — латвієць, знавець верхової їзди. Аби зібрати урожай, в радгоспі залишились чоловіки: Савельєв Давид, Нечипуренко Юхим, Столяров Сергій, Горбов Йосип, Титаренко Михайло.
У радгоспі було два зерносховища, контора, ясла. Техніки не вистачало, тож збіжжя залишилося під снігом у копах. Тяжкими зусиллями зерно таки відправили на фронт.
Після війни головою 3-го відділення радгоспу «Індустрія» призначено Мірошниченка Олексія Павловича. Усі жителі активно взялися за відновлення радгоспу.
Наступним, хто очолив радгосп, став Зиновій Михайлович Какапич. Агрономом став Анатолій Юхимович Химченко. Вирощували зернові, розводили велику рогату худобу.
Тракторного стану не було, тому всю техніку зберігали в селищі Широкому. Тож водії змушені були їздити на роботу до с-ща Широкий.
Школа була п'ятирічною, а в старші класи діти переходили до Широківської школи. Із понеділка до суботи діти жили в інтернаті, а на вихідні їх забирали додому.
У радгоспі побудували їдальню, контору, фельдшерсько-акушерський пункт. У цей час головою радгоспу став Анатолій Юхимович Химченко.
У 1935 році організували лазню.
23 листопада 1945 Відділок Четвертий зернорадгоспу «Індустрія» перейменовано на Розквіт.
До 1986 року у селі Розквіт діяло три відділення радгоспу «Індустрія».
15 березня 1986 року, відповідно до наказу Міністерства плодоовочевого господарства УРСР, радгосп «Індустрія» реорганізовано та створено нове господарство — радгосп «Комуніст». Головою новоствореного господарства призначили Валентину Семенівну Попович, головним агрономом — Анатолія Юхимовича Химченка, головним інженером — Миколу Павловича Колодяжного, головним зоотехніком — Миколу Павловича Копачева. Спеціалізація господарства — тваринництво молочного напрямку та вирощування зернових.
Нове господарство швидко розвивалося. У селі побудували двоповерхову школу, магазин та медпункт, організували тракторний стан і пункт прийому молока, звели двоповерхове адміністративне приміщення контори та два 16-квартирні будинки. З'явилось кілька нових вулиць, а старі розширювались.
Сільська рада утворена 1992 року.

## Населення
За даними перепису 2001 року населення села становило 633 особи, з них 14,85% зазначили рідною мову українську, 84,04% — російську, а 1,11% — іншу.

## Інфраструктура
На території села працюють 7 фермерських господарств та 4 приватні підприємства, які спеціалізуються на вирощуванні зернових та олійних культур. Функціонують фельдшерсько-акушерський пункт, два магазини та ринок. Працюють школа, дошільний заклад, будинок культури та бібліотека.

## Пам'ятки
У селі є Братська могила радянських воїнів.

## Видатні мешканці
Жителька села Алексєєва Марія Григорівна, 1930 року народження, працювала в колгоспі дояркою, нагороджена орденами Трудового Червоного Прапора та Жовтневої Революції.